# 밀양시의 마을버스
밀양시의 마을버스는 경상남도 밀양시를 중심으로 운행하는 소규모 대중교통으로, 2015년 현재 총 7개 노선을 보유하고 있다. 운행 지역은 밀양시의 시내버스가 운행하지 않는 삼랑진, 하남, 초동, 부북, 상동, 용활동 지역으로 한정면허로 운행하고 있다.

## 운임
2014년 11월 기준 요금이다.
| 종류 | 나이                    | 현금 (원) |
| ---- | ----------------------- | --------- |
| 일반 | 어른(만 19세 이상)      | 1,100     |
| 일반 | 청소년 (만 13세 ~ 18세) | 600       |
| 일반 | 어린이 (만 7세 ~ 12세)  | 500       |

- 위 요금은 기본 요금이며 행선지에 따라 요금이 상이하기 때문에 밀양시의 마을버스 운행요금표 보관됨 2016-08-22 - 웨이백 머신를 참고하도록 한다.

## 운수 업체
| 운행업체   | 노선명   | 등록 대수 |
| ---------- | -------- | --------- |
| 삼랑진교통 | 삼랑진01 | 1         |
| 삼랑진교통 | 삼랑진02 | 1         |
| 삼랑진교통 | 삼랑진03 | 1         |
| 삼남교통   | 하남초동 | 1         |
| 한성교통   | 부북     | 1         |
| 영남교통   | 상동     | 1         |
| 용활교통   | 용활     | 1         |

## 운행 노선
밀양시의 마을버스는 차량 정비·점검 등의 이유로 일요일에는 전 노선 운행을 하지 않는다. 단, 일요일이 장날인 경우에는 예외로 운행하고 있다. 굵은 글씨로 된 부분은 회차지이다.
| 노선 번호 | 운행업체   | 운행구간 | 운행구간 | 운행구간     | 경유지 | 운행 횟수 | 비고 |
| --------- | ---------- | -------- | -------- | ------------ | --- | --------- | ---- |
| 삼랑진01  | 삼랑진교통 | 삼랑진역 | ↔        | 삼랑진역     | 사거리, 미전농공단지, 거족, 낙동, 사거리 | 1회       |      |
| 삼랑진01  | 삼랑진교통 | 삼랑진역 | ↔        | 용전5반      | 사거리, 미전농공단지 | 2회       |      |
| 삼랑진01  | 삼랑진교통 | 삼랑진역 | ↔        | 삼랑진역     | 사거리, 거족, 낙동, 사거리 | 1회       |      |
| 삼랑진01  | 삼랑진교통 | 삼랑진역 | ↔        | 삼랑진역     | 무실, 광천, 용전5반, 미전농공단지, 사거리 | 1회       |      |
| 삼랑진01  | 삼랑진교통 | 삼랑진역 | ↔        | 삼랑진역     | 거족, 미전농공단지, 용전5반, 미전농공단지, 사거리 | 1회       |      |
| 삼랑진01  | 삼랑진교통 | 삼랑진역 | ↔        | 삼랑진역     | 사거리, 낙동, 거족, 사거리 | 1회       |      |
| 삼랑진01  | 삼랑진교통 | 삼랑진역 | ↔        | 삼랑진역     | 사거리, 거족, 미전농공단지, 용전5반, 광천 | 1회       |      |
| 삼랑진01  | 삼랑진교통 | 삼랑진역 | ↔        | 삼랑진역     | 사거리, 낙동, 거족, 미전농공단지, 용전5반, 광천 | 1회       |      |
| 삼랑진01  | 삼랑진교통 | 삼랑진역 | ↔        | 미전농공단지 | 사거리 | 2회       |      |
| 삼랑진02  | 삼랑진교통 | 삼랑진역 | ↔        | 삼랑진역     | 칠기점, 무실, 밤골, 무실, 칠기점, 삼랑진역, 사거리 | 1회       |      |
| 삼랑진02  | 삼랑진교통 | 삼랑진역 | ↔        | 삼랑진역     | 칠기점, 무실, 광천, 덕촌, 우곡, 염동, 우곡, 덕촌, 광천, 무실, 칠기점, 삼랑진역, 사거리 | 5회       |      |
| 삼랑진02  | 삼랑진교통 | 삼랑진역 | ↔        | 삼랑진역     | 칠기점, 무실, 밤골, 무실, 광천, 덕촌, 우곡, 염동, 우곡, 덕촌, 광천, 무실, 칠기점, 삼랑진역, 사거리                                                                                                 | 1회       |      |
| 삼랑진03  | 삼랑진교통 | 삼랑진역 | ↔        | 삼랑진역     | 검세, 안태, 구남, 안촌, 삼랑진역, 사거리 | 1회       |      |
| 삼랑진03  | 삼랑진교통 | 삼랑진역 | ↔        | 삼랑진역     | 안태, 행촌, 삼랑진역, 사거리 | 1회       |      |
| 삼랑진03  | 삼랑진교통 | 삼랑진역 | ↔        | 삼랑진역     | 검세, 안태, 구남, 안촌, 삼랑진역, 사거리 | 4회       |      |
| 삼랑진03  | 삼랑진교통 | 삼랑진역 | ↔        | 삼랑진역     | 검세, 안태, 구남, 안촌, 행촌, 삼랑진역, 사거리 | 1회       |      |
| 하남초동  | 삼남교통   | 수산     | ↔        | 수산         | 성북, 차월, 예촌, 대곡, 둔두골, 노리, 명포, 금산, 성북 | 3회       |      |
| 하남초동  | 삼남교통   | 수산     | ↔        | 수산         | 소방서, 야촌, 대평, 동명고 | 1회       |      |
| 하남초동  | 삼남교통   | 수산     | ↔        | 덕동         | 창동, 대사 | 3회       |      |
| 하남초동  | 삼남교통   | 수산     | ↔        | 수산         | 성북, 차월, 반월, 차월, 예촌, 대곡, 둔두골, 성암, 노리, 명포, 신포, 금산, 성북 | 2회       |      |
| 하남초동  | 삼남교통   | 수산     | ↔        | 수산         | 야촌, 대성, 어은, 대성, 야촌, 대평, 동명고 | 1회       |      |
| 하남초동  | 삼남교통   | 수산     | ↔        | 수산         | 동명고, 대평, 야촌, 대성, 어은, 대성, 야촌 | 1회       |      |
| 하남초동  | 삼남교통   | 수산     | ↔        | 수산         | 동명고, 대평, 야촌, 대평 | 1회       |      |
| 부북      | 한성교통   | 마암     | ↔        | 마암         | 동암, 전포, 사포초등학교, 후포, 내곡, 송악, 제대, 신흥, 롯데아파트, 전화국사거리, 터미널, 제일여고, 밀성중·고, 관아 옆, 세종중·고, 밀양역                                                          | 1회       |      |
| 부북      | 한성교통   | 마암     | ↔        | 관아 옆      | 사포초등학교, 제대, 송악, 내곡, 후포, 사포초등학교, 전포, 동암, 마암, 소방서앞, 밀양병원, 송가네, 영남루앞                                                                                         | 1회       |      |
| 부북      | 한성교통   | 관아 옆  | ↔        | 관아 옆      | 북성사거리, 제일병원, 터미널, 전화국사거리, 롯데아파트, 신흥, 제대, 송악, 내곡, 후포, 사포초등학교, 전포, 동암, 마암, 소방서, 밀양병원, 송가네, 영남루앞                                           | 7회       |      |
| 부북      | 한성교통   | 관아 옆  | ↔        | 관아 옆      | 북성사거리, 제일병원, 터미널, 전화국사거리, 밀양병원, 주공아파트, 화랑예식장, 마암, 동암, 전사포, 사포초등학교, 후포, 내곡, 악, 제대, 신흥, 롯데아파트, 전화국사거리, 터미널, 제일병원, 북성사거리 | 4회       |      |
| 상동      | 영남교통   | 관아 옆  | ↔        | 안여수       | 제일병원, 터미널, 교동(밀성고앞), 매일, 신안, 구곡, 포평, 금곡, 상동역, 옥산, 바깥여수 | 7회       |      |
| 용활      | 용활교통   | 관아 옆  | ↔        | 관아 옆      | 동문고개, 평리, 선불, 장선, 백송, 모리, 살래, 장선, 선불, 평리, 동문고개, 관아, 북성사거리, 밀성고, 제일고, 밀양초등학교, 밀양중, 밀양여중, 세종고                                                 | 1회       |      |
| 용활      | 용활교통   | 관아 옆  | ↔        | 관아 옆      | 동문고개, 평리, 선불, 장선, 활성1통, 백송, 모리, 장선, 선불, 평리, 동문고개, 관아, 밀양초, 보건소앞, 밀양중, 밀양여중, 가곡동시장, 세종고, 밀양역, 밀양경찰서, 마암산, 밀양병원                    | 1회       |      |
| 용활      | 용활교통   | 관아 옆  | ↔        | 관아 옆      | 동문고개, 평리, 선불, 장선, 모리, 활성1통(살래), 활성2통(리더스클럽 앞), 율전, 찬우골재, 활성1통, 백송, 모리, 장선, 선불, 평리, 동문고개                                                           | 1회       |      |
| 용활      | 용활교통   | 관아 옆  | ↔        | 관아 옆      | 동문고개, 평리, 선불, 장선, 활성1통(살래), 활성2통(리더스클럽 앞), 율전, 찬우골재, 활성1통, 장선, 선불, 평리, 동문고개                                                                             | 2회       |      |
| 용활      | 용활교통   | 관아 옆  | ↔        | 관아 옆      | 동문고개, 평리, 선불, 장선, 활성1통(살래), 백송, 모리, 백송, 장선, 선불, 평리, 동문고개 | 4회       |      |
| 용활      | 용활교통   | 관아 옆  | ↔        | 관아 옆      | 동문고개, 평리, 선불, 장선, 모리, 활성1통(살래), 활성2통(리더스클럽 앞), 율전, 찬우골재, 활성1통, 장선, 선불, 평리, 동문고개                                                                       | 2회       |      |